# Bisira
Bisira is een deelgemeente (corregimiento) van de gemeente (distrito) Kankintú in de provincie Ngäbe Buglé in Panama. In 2015 was het inwoneraantal 4300.